# Bez Buslou Arts
Bez Buslou Arts (бел. Без Буслоў Артс) — творческое объединение белорусских кинематографистов, создающих независимое белорусское кино. Основано в 2012 году.

## О киностудии
Основатели объединения — режиссёр и сценарист Андрей Курейчик, композитор и продюсер Дмитрий Фрига, режиссёр Дмитрий Маринин, операторы Алексей Корнеев, Артём Якимов и Никита Пинигин.
Целью создания Bez Buslou Arts было объединить талантливых людей, решивших снимать фильмы о современной Белоруссии, для белорусов и силами белорусских кинематографистов и актёров. Свои фильмы компания снимает за счёт собственных средств, дохода от продажи билетов, грантов и партнёрских программ.

## Проекты киностудии
Первая независимая белорусская молодёжная драма «Выше неба» стала лауреатам авторитетной независимой международной премии «Снято!», основанной Ассоциацией независимых продюсеров России, также лента вошла в программу лучших фильмов СНГ 2012—2013 годов на X Международном кинофестивале «Золотой абрикос». Лента стала первым национальным кинопроектом, рассказывающим о современной белорусской молодёжи. Фильм «Выше неба» стал самым популярным белорусским молодёжным фильмам за всю историю, собрав более чем 400 тысяч просмотров в интернете.
Трагикомедия «ГараШ» стала самым прибыльным белорусским фильмом в национальном кинопрокате за всю историю, а также лидером проката за период с 2011 по 2016 год среди белорусских картин. «ГараШ» стал первым белорусским фильмом, который окупился в отечественном прокате, поставив несколько уникальных рекордов. Молодёжная комедия «PARTY-ZAN фильм» на XVIII открытом Российском фестивале кинокомедий «Улыбнись, Россия!» была отмечена призом «За кинематографическую многогранность».

## Фильмография
- 2012 — Выше неба (молодёжная драма)
- 2015 — ГараШ (трагикомедия)
- 2016 — PARTY-ZAN фильм (эксцентрическая комедия)
- 2018 — Ограбление по-белорусски (комедия)[10]